# Berlingsen
Berlingsen – dzielnica (Ortsteil) wiejskiej gminy Möhnesee w powiecie Soest, w kraju związkowym Nadrenia Północna-Westfalia, w rejencji Arnsberg.

## Demografia
Według spisu ludności z grudnia 2024 roku, w Berlingsen mieszkało 288 mieszkańców, co stanowi 2,36% wszystkich mieszkańców Möhnesee. 148 mieszkańców to mężczyźni, a 140 to kobiety. Dla 283 mieszkańców Berlingsen jest głównym miejscem zamieszkania, a dla pięciu drugim miejscem zamieszkania.

## Geografia

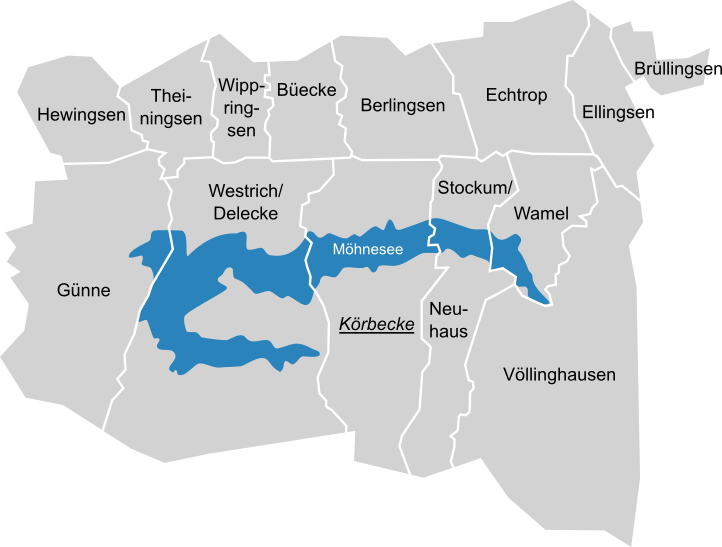
Podział administracyjny Möhnesee

Berlingsen leży w północnej części gminy Möhnesee i graniczy z czterema innymi dzielnicami: Büecke, Körbecke, Stockum i Echtrop.

## Historia
Według § 1 "Name, Bezeichnung, Gebiet" zawartego w "Hauptsatzung der Gemeinde Möhnesee, Kreis Soest" (Główne statuty gminy Möhnesee, powiat Soest) Berlingsen jest, wraz z czternastoma innymi dzielnicami, od 1 lipca 1969 roku częścią gminy Möhnesee.

## Polityka
Burmistrzem Berlingsen (niem. Ortsvorsteher) jest od 2009 roku Michael Grabs. Należy od do partii CDU/CSU